# Awaji (provincie)

Kaart van de voormalige Japanse provincies (1868) met Awaji in het rood

Awaji (Japans: 淡路国, Awaji no kuni, oude spelling 淡道) is een voormalige provincie van Japan, gelegen op het eiland Awaji, tussen de eilanden Honshu en Shikoku. Het maakte deel uit van de toenmalige regio Nankaidō en ligt in de huidige prefectuur Hyogo. Het wordt ook wel Tanshu (淡州) genoemd.
De provincie werd in de zevende eeuw opgericht als deel van de regio Nankaido. In Nankaido lag Awaji tussen de provincies Kii en Awa. Awaji betekent letterlijk "Weg naar Awa". Dit houdt in dat het ooit een deel van de route was vanuit het centrale deel van Japan naar Awa. Awaji was verdeeld in twee districten: Tsuna no Kori in het noorden en Mihara no Kori in het zuiden. Awaji is tegenwoordig verdeeld in drie gemeentes: Awaji in het noorden, Sumoto als stedelijk gebied in het centrum, en vier zuidelijke dorpen vormen samen de stad Minamiawaji.
Het bestuurlijk centrum van de provincie bevond zich waarschijnlijk in Minamiawaji, maar de overblijselen hiervan zijn nooit gevonden.
Awaji was een bekende bestemming voor bannelingen. Keizer Junnin werd na zijn aftreden levenslang naar Awaji verbannen.
In de Edoperiode werd Awaji bestuurd door de Hachisuka-clan in Tokushima, Awa. Toen het Han-systeem werd opgeheven en de prefecturen werden gecreëerd (Decreet op de afschaffing van het han-systeem en de instelling van prefecturen ; 廃藩置県, Haihan chiken), wilden de inwoners van Awaji liever bij Hyogo dan bij Tokushima, dit vanwege politieke rivaliteit tussen Tokushima and Awaji.

Huidige gemeente Awaji
Huidige gemeente Sumoto
Huidige gemeente Minamiawaji, de hoofdstad lag waarschijnlijk hier.

Aki · Awa (Kanto) · Awa (Shikoku) · Awaji · Bingo · Bitchu · Bizen · Bungo · Buzen · Chikugo · Chikuzen · Chishima · Dewa · Echigo · Echizen · Etchu · Fusa · Harima · Hi · Hida · Hidaka · Higo · Hitachi · Hizen · Hoki · Hyuga · Iburi · Iga · Iki · Inaba · Ise · Ishikari · Iwaki (718) · Iwaki (1868) · Iwami · Iwase · Iwashiro · Iyo · Izu · Izumi · Izumo · Kaga · Kai · Kawachi · Kazusa · Keno · Kibi · Kii · Kitami · Koshi · Kozuke · Kushiro · Mikawa · Mimasaka · Mino · Musashi · Mutsu · Nagato · Nemuro · Noto · Oki · Omi · Oshima · Osumi · Owari · Rikuchu · Rikuzen · Riukiu · Sado · Sagami · Sanuki · Satsuma · Settsu · Shima · Shimōsa · Shimotsuke · Shinano · Shiribeshi · Suo · Suruga · Suwa · Tajima · Tamba · Tane · Tango · Teshio · Tokachi · Tosa · Totomi · Toyo · Tsukushi · Tsushima · Ugo · Uzen · Wakasa · Yamashiro · Yamato · Yoshino